# Ribota (Laviana)
Ribota es un pueblo del concejo de Laviana  dentro de la comunidad autónoma del Principado de Asturias. Pertenece a la parroquia de Llorío y cuenta en la actualidad con unos 100 habitantes. 

## Introducción
Ribota se encuentra en el final de recorrido del río Raigosu o Ribota, en el lugar donde sus aguas se juntan a las del Río Nalón. Se encuentra situado a una altitud media de 320 metros sobre el nivel del mar y dispone de un ordenamiento del caserío, típico de la montaña central asturiana.